# Sieboldius
Genre
Sieboldius est un genre de libellules de la famille des Gomphidae (sous-ordre des Anisoptères).

## Liste des espèces
Ce genre comprend huit espèces:
- Sieboldius albardae Selys, 1886
- Sieboldius alexanderi (Chao, 1955)
- Sieboldius deflexus (Chao, 1955)
- Sieboldius gigas (Martin, 1904)
- Sieboldius herculeus Needham, 1930
- Sieboldius japponicus Selys, 1854
- Sieboldius maai Chao, 1990
- Sieboldius nigricolor (Fraser, 1924)